# Jean Erdman

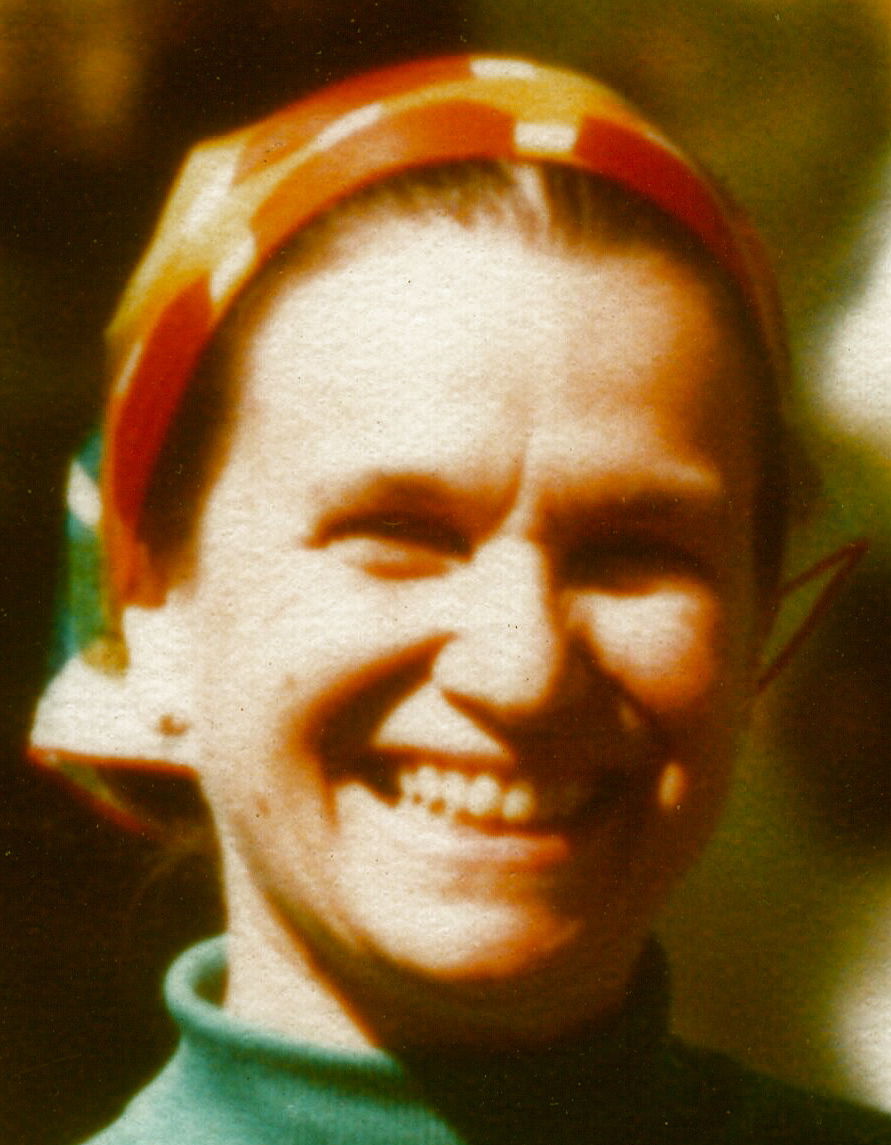
Jean Erdman (1970er Jahre)

Jean Erdman (* 20. Februar 1916 in Honolulu; † 4. Mai 2020 ebenda) war eine US-amerikanische Tänzerin, Choreographin und Tanzpädagogin.

## Leben
Erdman studierte unter anderem bei Martha Graham, an der Bennington Summer School und an der School of American Ballet. Von 1938 bis 1943 gehörte sie zu Grahams Company, bei der sie später noch als Gast mitwirkte.
Zusammen mit dem Tänzer Merce Cunningham schuf sie 1942 mehrere Tanzwerke. 1944 gründete Erdmann ihre eigene Tanzgruppe, mit der sie regelmäßig durch Amerika tourte. Ihre wichtigste eigene Choreographie, die sie auch in Europa zeigte, war 1962 The Coach with the Six Insides nach dem Roman Finnegans Wake von James Joyce.
Bis 1972 leitete sie das Dance Theatre Program der Tisch School of the Arts, danach eröffnete sie in New York ihr eigenes Art Center mit The Open Eye, einer Multimedia-Gruppe mit Tanz, Drama und Musik.
Jean Erdman war von 1938 bis zu dessen Tod im Jahr 1987 mit dem Mythologen Joseph Campbell verheiratet. Sie starb Anfang Mai 2020 im Alter von 104 Jahren in Honolulu.